# François de Conzié
François de Conzié (Bugey, v. 1346 - Avignon, † 31 décembre 1431 ou 1432) est un prélat français de la fin du XIVe siècle et du début du XVe siècle. Il est issu de la famille de Conzié.
Il est successivement évêque de Grenoble (1380-1388), archevêque d’Arles (1388-1390) puis archevêque de Toulouse (1390-1391) et enfin archevêque de Narbonne (en 1391). Il est également Patriarche de Constantinople (en 1430), vicaire général du diocèse d'Avignon et Camérier de Clément VII, vice-chancelier de l'Église.

## Biographie

### Origines
François de Conzié, appelé aussi de Consié, de Conzieu ou de Gonzie, est né en 1346, probablement en Bugey. Il est le fils de Pierre [III] de Conzié et d'Ancelize / Amphelise / Amphéliste de Verboz,.
Il est le cousin et successeur de l'évêque Rodolphe de Chissé sur le siège de Grenoble. Il est également l'oncle de Louis Aleman, qui deviendra comme lui archevêque d’Arles, et de Henri de Saconay (ou Satonay), chanoine-comte de Lyon. Les deux neveux seront présents au concile de Constance, en 1415.

### Début de carrière ecclésiastique
Chanoine de Chartres, docteur en droit civil et auditeur de Rote (causes apostoliques), il n'est que simple clerc au diocèse de Genève, lorsqu'il présente à l'antipape Clément VII, lui-même originaire de la région, une supplique en vue d'obtenir un canonicat à Chartres. Il obtient ce bénéfice.

### Carrière épiscopale
Clément VII le nomme sur le siège épiscopal de Grenoble, le 28 février 1380,,. L'antipape le nomme ensuite camérier de l'Église romaine, le 24 décembre 1383, et également nommé vicaire-général d'Avignon, de 1383 à 1385, puis de 1391 à 1392,.

Carte historique du Grand Schisme d'Occident.
États reconnaissant le pape de Rome
États reconnaissant le pape d'Avignon
États ayant changé d'obédience durant le schisme

Le 31 juillet 1388, François de Conzié accède à l'archiépiscopat d'Arles où il fait rebâtir le palais archiépiscopal. L’historien Jean-Pierre Papon et la GCN signalent la présence en 1390 d’un autre archevêque d’Arles, de l'obédience de Rome, dénommé Raimon III. Mais ce prélat qui apparaît dans une lettre de Boniface IX de mars 1390, aurait été nommé par Urbain VI et n’aurait pas osé venir prendre possession de son archevêché. Il y aurait eu donc, en même-temps, deux archevêques d'Arles, nommés par les deux concurrents à la tiare. François de Conzié est nommé par la suite archevêque de Toulouse en 1390, puis en 1391 de Narbonne où il accompagne les premiers pas ecclésiastiques de son neveu, le futur cardinal conciliaire Louis Aleman. Il y fait réparer la tour nord de la cathédrale partiellement détruite en 1405 par un incendie. En 1391, il obtient la gouvernance  de l'abbaye de Montmajour.

### Rôle au cours du Grands Schisme
En 1411, Jean XXIII nomme François de Conzié, déjà camérier et Vicaire Général d'Avignon, gouverneur des États pontificaux. Ce pape, incapable de régler à Pise les problèmes du royaume de Naples et désirant s'installer à Avignon, lui adresse donc des instructions le 31 décembre 1412, notamment pour les réparations nécessaires au palais des papes. 
François de Conzié fait restaurer tous les édifices endommagés pendant la « guerre des Catalans », dont le pont d'Avignon, la cathédrale et les remparts.
Le 21 décembre 1415, il reçoit l’empereur Sigismond de Luxembourg venu spécialement à Avignon pour passer les fêtes de Noël. L'empereur repart le 13 janvier 1416 en emportant une reproduction du palais des papes exécutée par Jean Laurent, architecte, et Maître Bertrand, peintre.
En 1418, quand l’élection de Martin V par le concile de Constance met un terme au Grand Schisme, Pierre d'Ailly est nommé légat à Avignon par le nouveau pontife. Il meurt toutefois peu de temps après et il n'est pas remplacé, François de Conzié continuant de gouverner seul.
Jean-Louis Grillet ajoutait que le pape Eugène IV l'avait fait patriarche latin de Constantinople (1430-1431){{}}.
Il intervient sur le plan diplomatique notamment auprès du roi d'Aragon.

### Mort et sépulture
François de Conzié teste le 12 décembre 1431. Il meurt quelques jours plus tard, le 31 décembre,, peut être en 1432 selon la Gallia christiana novissima,, en Avignon.
Son corps est inhumé dans l'église des Célestins d'Avignon. Il repose aux côtés de deux compatriotes, l'antipape Clément VII et le cardinal de Brogny.
Par son testament, il laisse plusieurs legs à ses neveux, Jacques de Conzié, Henri de Sacconay et François de Menthon. L'un des exécuteurs testamentaires est un autre neveu, le cardinal Louis Aleman.